# ポート・マチュリン

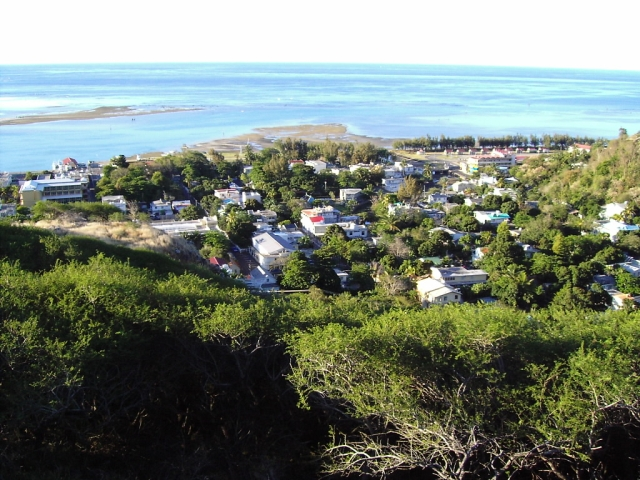
ファナル山から望むポート・マチュリン

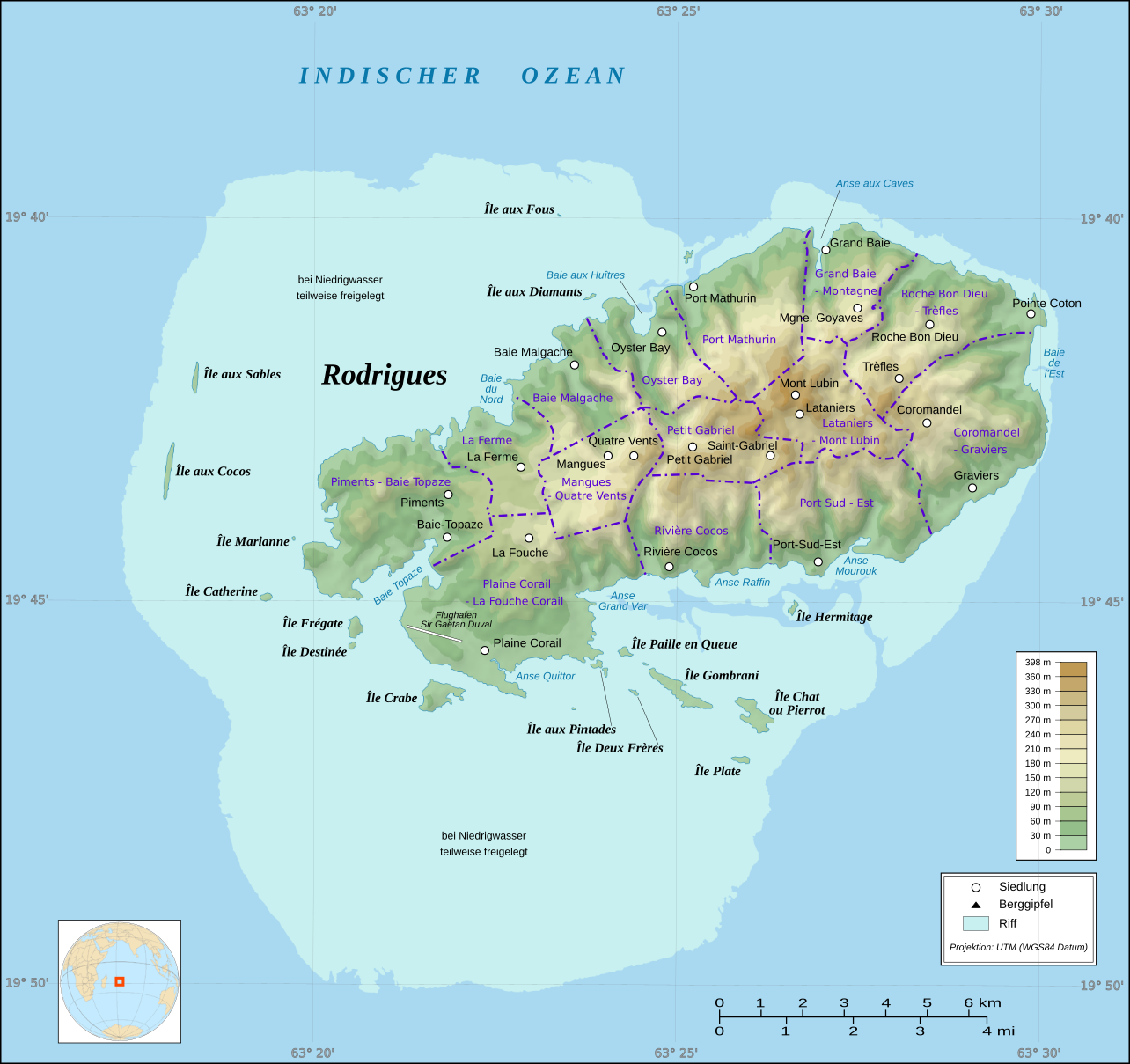
ロドリゲス島の行政区画

ポート・マチュリン(Port Mathurin)は、インド洋にあるモーリシャス属領ロドリゲス島の中心地である。
2015年7月1日の人口は7990人。
小さな港町だが、ロドリゲス島の経済の中心地で、メインエリアには管理事務所や銀行、ホテル、レストランや工芸品を売る店などがある。
カトリック教会やモスクがある。
ロドリゲス島唯一のバス停がある。

## 歴史
1691年、フランスのフランソワ・ルガとその一団がロドリゲス島に到着した。
1735年、フランスの入植者により、ポート・マチュリンの村が設立された。村名は入植者のマチュリン・ブレヒニア（Mathurin Bréhinier）かマチュリン・モルレー（Mathurin Morlaix）の名から名付けられている。
1901年、イギリスとオーストラリアの海底ケーブルのオフィスが建てられた。